# 聖詹姆斯區 (巴貝多)
聖詹姆斯區位於巴貝多中西部，與聖安德魯、圣迈克尔区、聖彼得區、聖托馬斯區等區相鄰。該處被譽為富豪及名人的後花園，亦是渴求日光浴的人的避風港。